# 弗拉唐厄爾
弗拉唐厄爾（挪威語：Flatanger）是挪威特倫德拉格郡的一個市镇，行政中心为萊于夫斯內斯村。市镇面积为459平方公里，人口数量为1,103人（2020年），人口密度为每平方公里2.5人。